# 阿肯色州
阿肯色州（英語： /ˈɑːrkənsɔː/），是美国南部的一个州份，位處密西西比河中下游，北接密苏里州，西界俄克拉荷马州，南邻路易斯安那州，西南与得克萨斯州接壤，东隔密西西比河与田纳西州和密西西比州相望。其面积137,539平方公里，在五十個州內列第29位。2017年人口超過三百萬，人口排名33。其首府是小岩城。
阿肯色州面积排名第 29，人口排名第34，2020 年人口普查人口略高于 300 万。首府和人口最多的城市是小石城，位于该州中部，是交通、商业、文化和政府的中心。该州的西北角，包括费耶特维尔-斯普林代尔-罗杰斯都市区和史密斯堡都市区，是人口、教育和经济中心。该州东部最大的城市是琼斯伯勒。该州东南部最大的城市是派恩布拉夫。
阿肯色州以前是法属路易斯安那和路易斯安那购地所购买的土地的一部分，阿肯色于1836年6月15日被接纳为联邦第25个州。该州东部的密西西比河冲积三角洲平原地区的大部分地区被开发用于棉花种植园，那里的土地所有者很大程度上依赖于奴隶制下非裔美国人的劳动。1861年，美国内战期间，阿肯色州脱离美国并加入美利坚联盟国。1868年回归联邦后，阿肯色州由于过度依赖大规模种植园经济，经济继续遭受损失。棉花仍是主要商品作物，但棉花市场下滑带来了经济的衰退。由于农民和商人没有多元化，而且工业投资很少，阿肯色州在经济机会方面落后于其他州。19世纪末，该州制定了各种种族隔离法来隔离非裔美国人。白人至上主义主导了阿肯色州的政治，非裔美国人的选举权被剥夺，并拒绝重新分配立法机构；只有在联邦立法通过后，更多的非裔美国人才能够投票。在20世纪50年代和1960年代的民权运动期间，阿肯色州，尤其是小石城，是反对教育种族隔离努力的主要战场。
20世纪40年代第二次世界大战结束后，阿肯色州开始实现经济多元化并实现繁荣。20 世纪 60 年代，该州成为沃尔玛公司的总部，该公司是全球收入最大的公司，总部位于本顿维尔。21世纪，阿肯色州的经济以服务业、飞机、家禽、钢铁和旅游业以及棉花、大豆和大米等重要商品作物为基础。
该州的邮政缩写是AR。本州下轄共75個縣，詳見阿肯色州行政區劃。

## 历史

### 早期历史
「阿肯色州（Arkansas）」州名来自印第安语，原为多個印地安人部族居住地。在欧洲人定居北美之前，阿肯色州已有土著人民居住了数千年。卡多人、奥塞奇人和夸帕人遇到了欧洲探险家。最先来到阿肯色州的欧洲人是一个16世纪末的探险家，西班牙人赫尔南多·德·索托。他横渡密西西比河，进军阿肯色州中部和奥扎克山脉。在没有发现任何他认为有价值的东西并一路遭遇当地人的抵抗后，他和他的部下回到了密西西比河，德索托在那里病逝。临终前，他命令手下屠杀附近阿尼尔科村的所有男子，因为他担心这个村子正与密西西比河下游的一个强大政体奎瓜尔塔姆勾结。他的手下听从了命令，他们并没有因他的逝世而停止追随，但据说还屠杀了妇女和儿童。第二天，他在据信位于现代阿肯色州麦克阿瑟附近的地方去世。1542年5月，他的尸体在黑暗的掩护下被他的部下安葬在密西西比河的一个水坟里。德索托曾试图欺骗土著居民，让他们相信他是一位不朽的神，以阻止愤怒的美洲原住民对他当时虚弱不堪、脏兮兮的军队发起攻击。为了继续这个诡计，他的手下通知当地人德索托已经升入天空。这些饥饿的探险家们一直靠从当地人那里偷来的玉米为生，后来在前副官的指挥下莫斯科索试图通过陆路返回墨西哥。他们最远到达了得克萨斯州，然后又进入了因干旱而无法种植玉米、且人口稀少而无法通过偷窃当地人食物来维持生计的地区，此后探险队立即返回阿肯色州。在建造了一支小船队后，他们沿着密西西比河航行，最终通过水路到达墨西哥。阿肯色是法国或西班牙探险者起的名字，很可能是法语或加泰罗尼亚语中“住在河流下游的人”一词的语音转写。其中人指的是夸保（Quapaw）印第安人，河流指的是他（她）们沿而居住的密西西比河。

### 欧洲殖民地
后来的探险家包括 1673 年的法国人雅克·马凯特 (Jacques Marquette )和路易斯·若利埃 ( Louis Jolliet )，以及 1681 年的法国人罗伯特·拉萨尔(Robert La Salle)和亨利·德·通蒂 ( Henri de Tonti )。17世纪末法国人开始以新奥尔良为据点沿密西西比河扩张。通蒂于1686年在夸帕村建立了阿肯色站（Arkansas Post），使其成为欧洲人在该地区的第一个定居点。17到18世纪该地区经常在法国与西班牙之间易手，导致殖民活动仅限于建立军事据点和与原住民的贸易。在法国统治时期阿肯色属于法属路易斯安那的一部分。1762年，即将在七年战争中战败的法国不愿将路易斯安那地区拱手让给英国从而增强英国在北美的势力，法国与西班牙签署《枫丹白露条约》，将包括阿肯色在内的路易斯安那割让给西班牙。但仅仅数年后，当地德裔和法裔移民发动叛乱，使得该地再次回归法国的统治。

### 并入美国

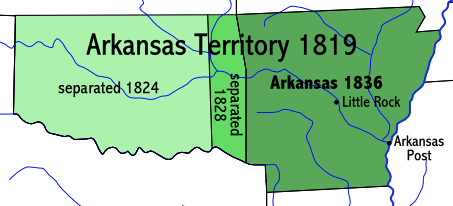
阿肯色领地地图

1803年，拿破仑统治下的法国因遭受反法同盟围攻而无力管理法属路易斯安那，法国担心该地区落入英国手中会有利于英国的对外扩张，同时刚建立的美国有着旺盛的扩张主义思想，因而两国达成协议，美国以1500万美元购买法属路易斯安那，史称路易斯安那购地。路易斯安那购地事件法国士兵仍驻扎在阿肯色站。之后，定居者和美洲原住民之间平衡的给予和接受关系开始在包括阿肯色的整个边境地区发生变化。在一场关于允许在该领土上实行奴隶制的争议之后，阿肯色领地于1819年7月4日成立。阿肯色的逐步解放法案以一票之差被否决，众议院议长 亨利·克莱 (Henry Clay)允许阿肯色州作为蓄奴领地组织起来。
由于来自东部的移民不断增加，阿肯色州在1836年6月15日以联邦州的身份加入美国。随着欧洲裔美国人在东海岸定居并进入中西部，1830年代美国政府强迫许多美洲原住民部落迁移到密西西比河以西的阿肯色州和印第安领地。1821年，在领地时期，阿肯色领地首都从阿肯色站迁至小石城。
在领地时期，更多的美洲原住民迁移开始了，最终夸保人的迁移在1833年完成，他们被迁入印第安领地。1821年，在领地时期，首都从阿肯色站迁至小石城。州内大多数移民来自于东南部的佐治亚、亚拉巴马和密西西比等州，加之阿肯色州东部有着适合种植棉花的肥沃土地，而且该州处于密苏里妥协线以南，阿肯色建州之初就是蓄奴州。奴隶制成为阿肯色州的一个棘手问题，形成了持续数十年的地理鸿沟。阿肯色州东南部棉花种植园经济的所有者和经营者坚决支持奴隶制，因为他们认为奴隶劳动是收获商品作物的最佳或“唯一”经济上可行的方法。阿肯色州西北部的山地地带无法种植棉花，只能依靠资金稀缺的自给农业经济。

### 内战和重建

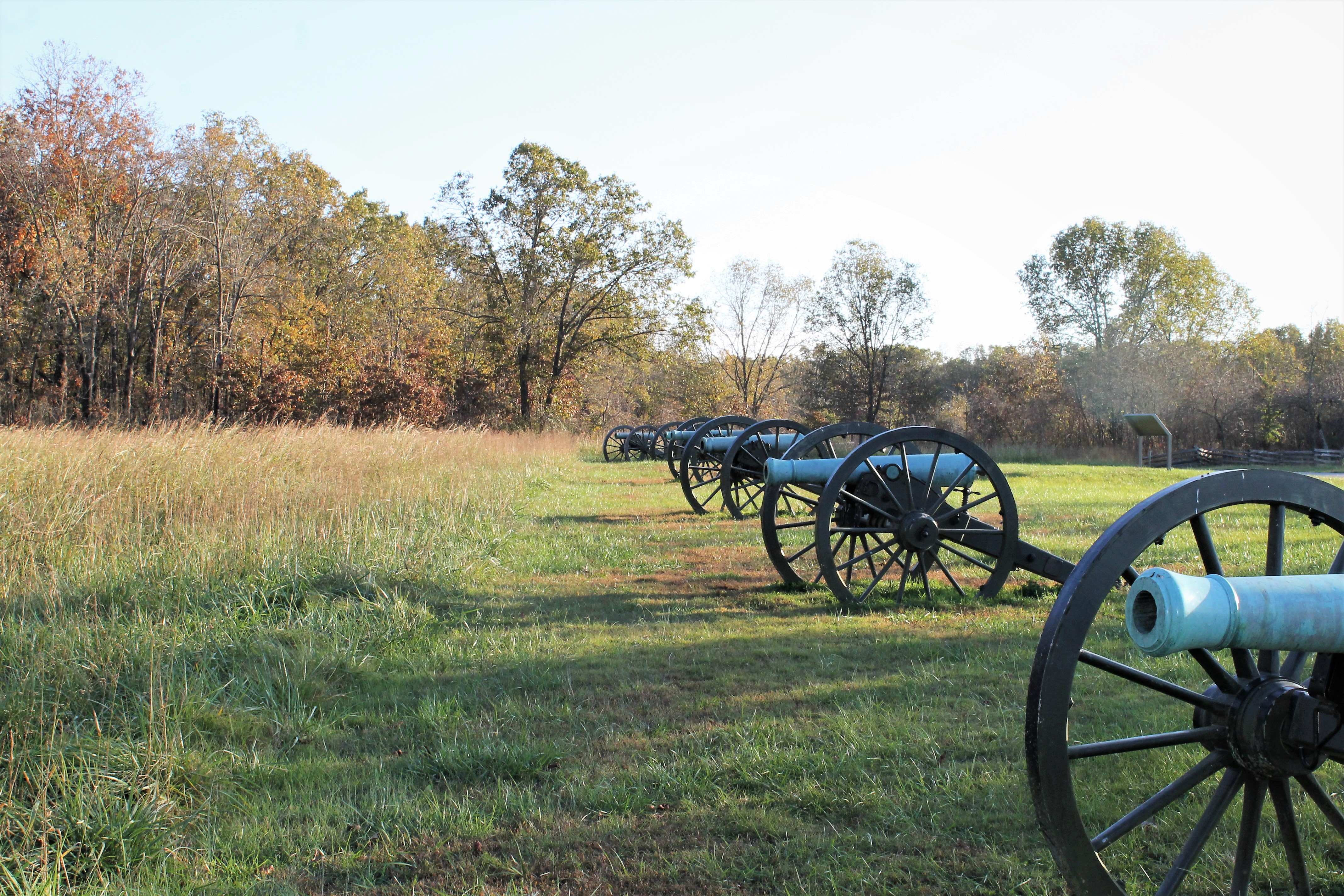
豌豆岭之战遗址的大炮

1861年5月6日，在美国南北战争爆发时阿肯色州加入南方聯盟，脱离联邦，与其他蓄奴州共同組成「美利堅聯盟國」。虽然1860年美国内战前夕，被奴役的非裔美国人人数为111,115人，略高于该州人口的 25%。
许多政治家都是从阿肯色州内战前的南方权利政治力量家族中选出的。本地居民普遍希望避免内战，因为他们不清楚战争会带来什么结果，无论是永久性的分裂还是战火席卷都不是好事。1861年初，墨西哥湾各州宣布脱离联邦，出席会议的民选代表们决定阿肯色州是否应该脱离联邦，并将该问题交还给选民，以便于8月举行全民公投。直到亚伯拉罕·林肯要求阿肯色州军队被派往萨姆特堡镇压那里的叛乱后，阿肯色州才脱离联邦。5月6日，州代表大会成员被大会主席召回，投票决定终止阿肯色州的联邦成员身份，加入美利坚联盟国。
阿肯色州对邦联来说占据着非常重要的地位，该州维持着对密西西比河和周边南部各州的控制。密苏里州边境的威尔逊河血腥之战震惊了许多阿肯色人，他们认为这场战争将是南方迅速而决定性的胜利。战争早期的战斗发生在阿肯色州西北部，包括甘蔗山战役、豌豆岭战役和草原格罗夫战役。1862年，联邦将军塞缪尔·柯蒂斯 (Samuel Curtis)横扫该州，到达三角洲的海伦娜。次年，小石城被北军占领。在全州范围内，战争对城乡的破坏都很严重。在实施征兵、高税收和戒严等计划后，本地居民对南方邦联事业的热情减弱了，这导致征兵和发售战争债券等都受到了影响。
根据《军事重建法》，国会在立法机关接受第14条修正案后，宣布阿肯色州于1868年6月恢复联邦州身份。共和党控制的重建立法机构建立了男性普选权（尽管暂时剥夺了前邦联军军官的选举权，他们都是民主党人）、黑人和白人的公共教育体系，并通过了改善国家和帮助更多人口的一般性问题。该州很快就被激进共和党人和联邦主义者控制，在州长鲍威尔·克莱顿的领导下，他们作为南部邦联的同情者和三K党主持了一个巨大的动荡时期，他们反对新的发展，特别是非洲裔美国人的投票权。

### 重建末期和19世纪末的阿肯色
重建后，该州开始接收更多的移民和移民。中国、意大利和叙利亚男子被招募到发展中的三角洲地区从事农业劳动力。这些民族中没有一个人长期从事农业劳动。尤其是中国人，因为他们很快就成为三角洲周边城镇的小商人。许多中国人在小镇上成为了成功的商人，以至于他们能够让孩子上大学。
铁路的建设使更多的农民能够将他们的产品推向市场。它还为该州的不同地区带来了新的发展，包括奥沙克地区，其中一些地区被开发为度假村。例如，在19世纪末的几年内，卡罗尔县的尤里卡斯普林斯人口增长到10,000人，迅速成为旅游胜地和该州第四大城市。它的特点是新建的、优雅的度假酒店和水疗中心围绕其天然温泉规划，被认为具有健康特性。该镇的景点包括赛马和其他娱乐活动。它吸引了各种各样的阶层，几乎和温泉一样受欢迎。
内战前阿肯色州经济因为棉花种植而十分繁荣。内战期间主要的棉消费国英国因美国北方对南方的封锁转而在印度大力开拓棉种植业，阿肯色州失去出口收入，加上黑奴解放后人力成本上升，以及缺乏成体系的工业，导致阿肯色的經濟長期落後。

### 吉姆·克劳法的兴起和20世纪初的阿肯色

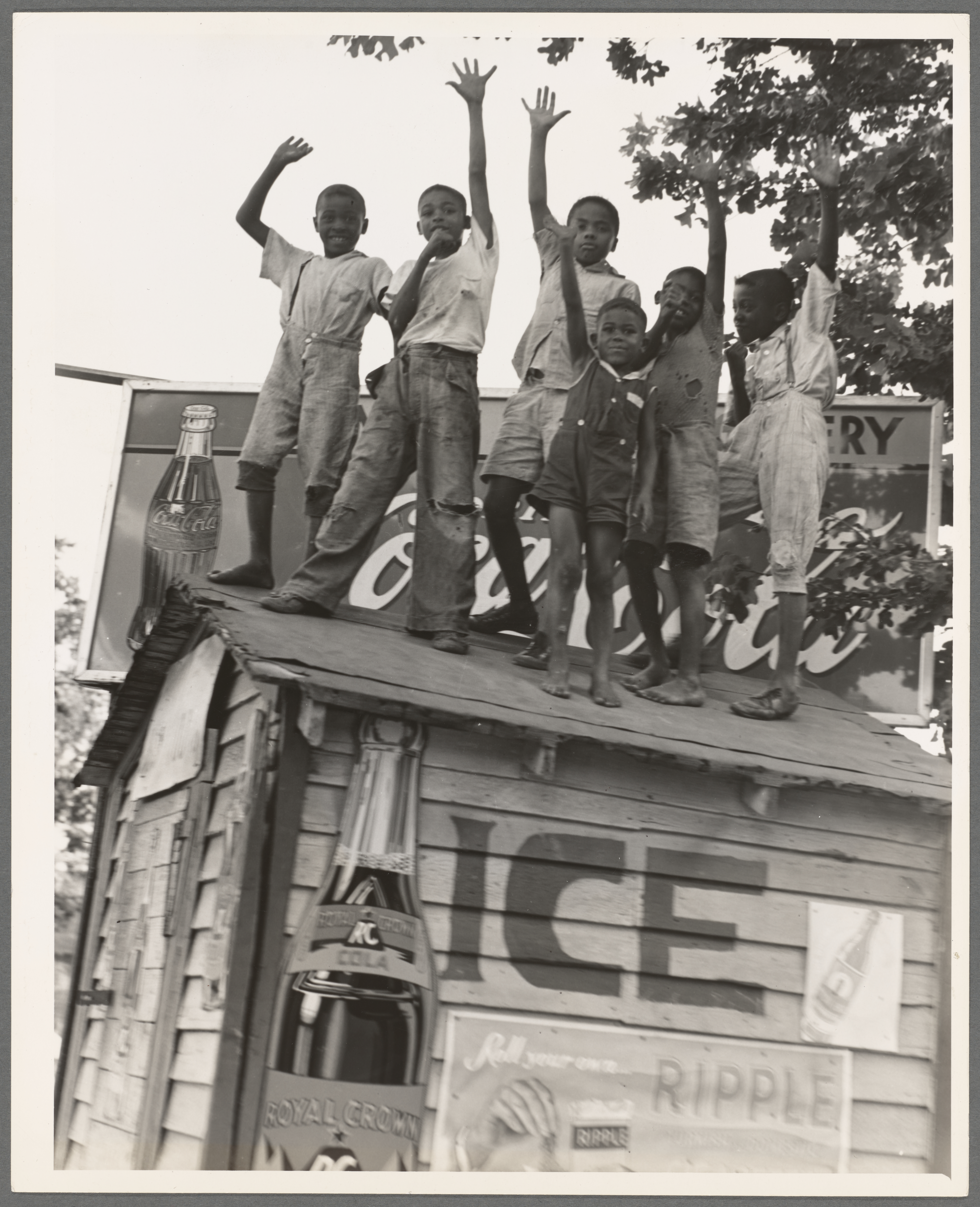
1938年，小石城的一群非裔美国男孩.

1880年代末，阿肯色州日益恶化的农业萧条催生了民粹主义和第三方运动，导致了跨种族的政治联盟。为了保住权力，阿肯色州的民主党在1890年代跟随其他南方各州通过了剥夺黑人和贫穷白人选举权的立法和宪法修正案。1891年，州立法者通过了识字测试的要求，因为他们知道这会把许多黑人和白人排除出选举。当时，该州有超过25%的人口既不会读写，大部分是黑人和乡村贫困白人。1892年，他们修改了州宪法，要求征收人头税和更复杂的居住要求，这两者都对穷人和佃农产生了不利影响，迫使大多数黑人和许多贫穷白人退出选民名册。
到1900年，民主党在县和州选举中扩大了白人初选的使用范围，进一步剥夺了黑人参与政治进程的机会。只有在初选时，候选人之间才会有竞争，因为民主党掌握着所有权力。该州几十年来一直是民主一党制国家，直到通过《1964年联邦民权法案》和《1965年投票权法案》以强制执行宪法权利。
1905年至1911年间，阿肯色州开始接收来自欧洲的少量德国人、斯洛伐克人、苏格兰人和爱尔兰人移民。德国人和斯洛伐克人定居在该州东部称为草原的地区，爱尔兰人则在该州东南部建立了小型社区。德国人主要信奉路德教，斯洛伐克人主要信奉天主教。爱尔兰人大多是来自阿尔斯特的新教徒，有苏格兰和北部边境的血统。20 世纪初的一些移民包括来自东欧的人。这些移民共同使三角洲地区比该州其他地区更加多元化。同年，一些黑人移民因为有机会开发低地并拥有自己的财产而迁入该地区。但总体而言，阿肯色依旧不能像沿海各州尤其是东北部那样吸引移民，因为阿肯色的经济很差，无论是农业还是工商业都不能提供足够的工作岗位。
第一次世界大战后，黑人佃农开始尝试组织农民联盟。 他们向该地区棉花种植园的白人土地所有者寻求更好的付款和会计条件。白人抵制任何改变，并经常试图破坏农民联盟的会议。1919年9月30日，两名白人，包括一名当地代表，试图驱散一场黑人佃农集会，因为他们正试图组织农民工会。一名白人议员在会议上与警卫的冲突中被杀后，消息传遍了城镇和周边地区，来自菲利普斯及邻近地区的数百名白人开始大规模袭击黑人。州长查尔斯·希尔曼·布拉夫要求联邦军队制止所谓的伊莱恩大屠杀。白人暴徒遍布全县，在10月1日后大部分暴力事件被镇压之前，估计有237名黑人死亡。事件中还有5名白人死亡。伍德罗·威尔逊总统批准动用这些军队后，州长陪同部队赶赴现场。
根据富兰克林·罗斯福总统在日本袭击珍珠港后不久发出的命令，近16,000名日裔美国人被强行从美国西海岸驱逐，并被监禁在阿肯色三角洲的两个拘留营中。德沙县的罗韦尔集中营于1942年9月至1945年11月期间运营，高峰时期关押了8,475名囚犯。德鲁县的杰罗姆战争安置中心于1942年10月至1944年6月期间运营，收容了约8,000人。
在最高法院在《布朗诉堪萨斯州托皮卡教育委员会案》 （1954年）中裁定公立学校的种族隔离违宪后，一些学生努力整合该州的学校。1957年，小石城九人组织让阿肯色州引起全国关注，当时联邦政府不得不进行干预，保护试图融入州府一所高中的非裔美国学生。州长奥瓦尔·福布斯命令阿肯色州国民警卫队帮助种族隔离主义者阻止九名非裔美国学生进入小石城中央高中就读。在三次尝试联系福布斯后，德怀特·D·艾森豪威尔总统1957年9月25日，美国现役第101空降师派出1,000名士兵护送和保护进入学校的非裔美国学生。州长和市政府不顾联邦法院的整合命令，决定关闭学校高中剩余学年。到1959年秋天，小石城高中完全合并。
至二次大戰以後阿肯色州開始吸引外來投資，1953年還把阿肯色州别名为“机会之地”。現有多家著名的企業在阿肯色兴起，包括世界著名零售商沃尔玛，其总部位于本頓維市。

## 法律和政府
美國民主黨在阿肯色州州議會中，整個20世紀一向佔大多數，1964年前起本地政府機構絕大部分都是由民主黨人所擔任。這在美國南部較為少有，在1964年所有公職選舉皆是支持民主黨，包括美國總統選舉。
美國南部其他州長在1970年代後，逐漸由共和黨人擔任公職。自1990年代以來，共和黨逐漸控制州政府。民主黨有不少政治人物都是出自阿肯色州，最著名的乃是曾擔任12年阿肯色州州長的前美國總統比爾·克林頓。2010年後，代表阿肯色州的四名眾議員全由共和黨人出任，參議員則民主黨和共和黨各有一人出任，至2014年參議院改選後，兩名參議員都是共和黨人。
阿肯色州向來政治立場傾向保守，如在一次關於禁止同性婚姻的投票中，74%民主黨人都投贊成票。而比爾·克林頓的妻子希拉里·羅得漢·克林頓基于支持女性主義，以前曾拒絕跟從夫姓，就引來阿肯色州民主黨人的不滿，在克林頓擔任州長後才加上夫姓。

## 地理

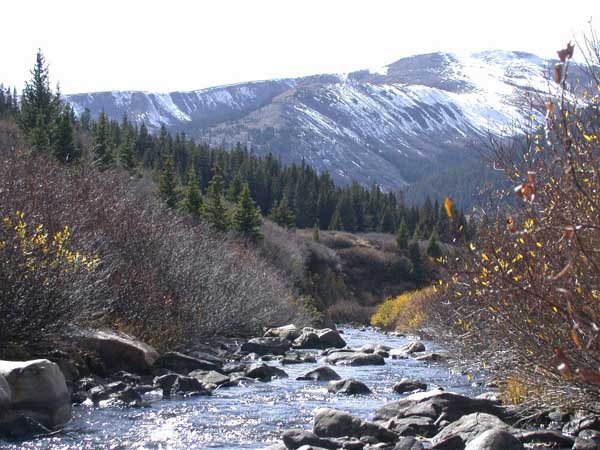
阿肯色州西北部，屬高山區域

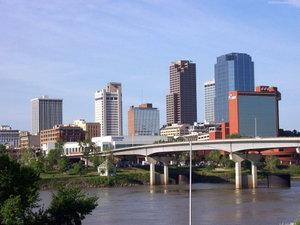
小石城

阿肯色州地势西北高东南低，平原山脈各半，几乎所有河流均自西北流向东南，入密西西比河。高地多森林，产松木和白橡树木，並有丰富的煤和天然气矿藏。低地土地肥沃，产多种农作物。昔日僅種棉花，現改種稻米和大豆代替。
阿肯色州南部与路易斯安那州接壤，西南与德克萨斯州接壤，西部与俄克拉荷马州接壤，北部与密苏里州接壤，东部与田纳西州和密西西比州接壤。美国人口普查局将阿肯色州归类为南部州，属于中西南部各州。密西西比河构成其东部边界的大部分，但克莱县和格林县除外，圣弗朗西斯河在这两个县构成密苏里州布瑟尔河的西部边界以及许多地方，密西西比河的河道已和1836年的原始河道有所不同，但州界并未因此而变更，导致很多飞地的出现。
阿肯色州通常可以分为两半，西北的高地和东南部的低地。这些高地是南部内陆高地的一部分，包括奥沙克山脉和沃希托山脉。南部低地包括墨西哥湾沿岸平原和阿肯色三角洲。这种分裂可能导致区域划分为阿肯色州西北部、西南部、东北部、东南部和中部。这些区域范围很广，并不是按照县界划分的。阿肯色州有七个独特的自然区域：欧扎克山脉、沃希托山脉、阿肯色河谷、墨西哥湾沿岸平原、克劳利岭和阿肯色三角洲，其中阿肯色州中部有时被视为多个地区的混合体。
阿肯色州东南部沿密西西比冲积平原有时被称为阿肯色三角洲，虽然并不是密西西比河的入海口，但其地形地貌、形成原因河形成机制与三角洲相同。该地区地势平坦，拥有肥沃的冲积土，是由邻近的密西西比河的反复洪水形成的。距离河流较远，在该州的东南部，大草原的地貌更加起伏。两者都是肥沃的农业区。三角洲地区被称为克劳利山脊的地质构造一分为二。克劳利山脊是一片狭窄的连绵起伏的山丘，高出周围的冲积平原 250 至 500 英尺（76 至 152 m），位于阿肯色州东部许多主要城镇的下方
阿肯色州气温冬温夏热。首府小石城1月气温从11至～-1℃；7月气温从22～34℃。平均年降水量为1220毫米，全年分布均匀。夏季较干燥。

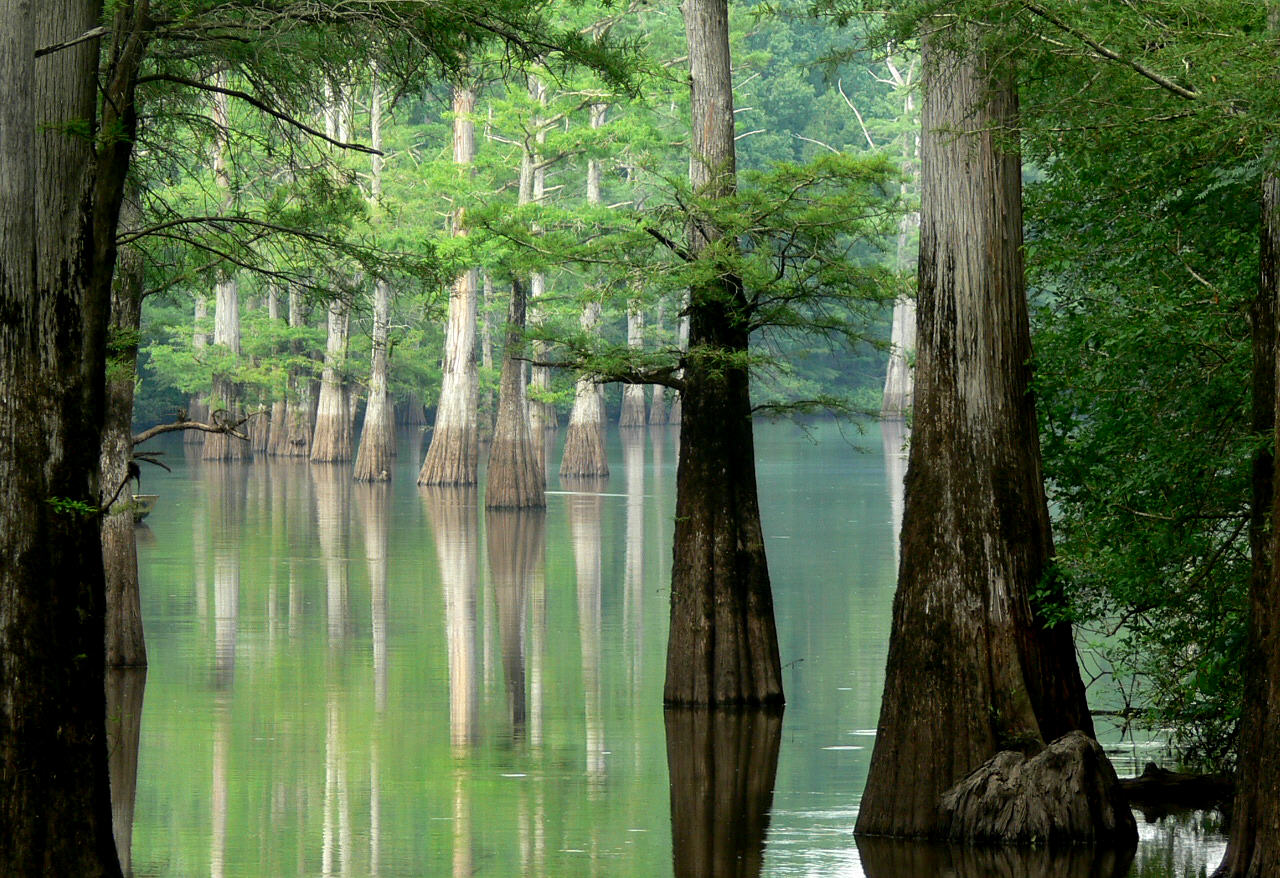
阿肯色州東部的怀特河

## 经济
2005年該州的本地生產總值為8700亿美元。以前阿肯色州以棉花種植為主要產業，目前該州仍有棉花田，但農產品已不限於棉花，而包括了稻米和大豆。
阿肯色州的工業包括了食品加工、電子儀器生產等等，也有少量的汽車製造廠，分佈於東面。該州有幾家重要公司在美國數一數二。包括JB 亨特运输服务公司和三家世界500强企业：
- 沃尔玛
- 泰森食品公司
- 墨菲石油公司（英语：Murphy Oil）

## 人口
| 调查年            | 人口      | 备注 | %±       |
| ----------------- | --------- | ---- | -------- |
| 1810              | 1,062     |      | —        |
| 1820              | 14,273    |      | 1,244.0% |
| 1830              | 30,388    |      | 112.9%   |
| 1840              | 97,574    |      | 221.1%   |
| 1850              | 209,897   |      | 115.1%   |
| 1860              | 435,450   |      | 107.5%   |
| 1870              | 484,471   |      | 11.3%    |
| 1880              | 802,525   |      | 65.6%    |
| 1890              | 1,128,211 |      | 40.6%    |
| 1900              | 1,311,564 |      | 16.3%    |
| 1910              | 1,574,449 |      | 20.0%    |
| 1920              | 1,752,204 |      | 11.3%    |
| 1930              | 1,854,482 |      | 5.8%     |
| 1940              | 1,949,387 |      | 5.1%     |
| 1950              | 1,909,511 |      | −2.0%    |
| 1960              | 1,786,272 |      | −6.5%    |
| 1970              | 1,923,295 |      | 7.7%     |
| 1980              | 2,286,435 |      | 18.9%    |
| 1990              | 2,350,725 |      | 2.8%     |
| 2000              | 2,673,400 |      | 13.7%    |
| 2010              | 2,915,918 |      | 9.1%     |
| 2020              | 3,011,524 |      | 3.3%     |
| Source: 1910–2020 |           |      |          |

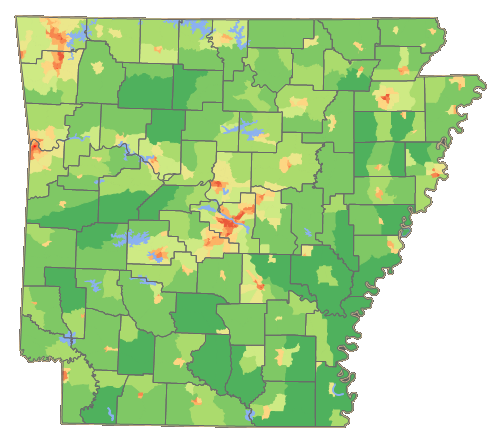
阿肯色州人口分佈圖

根据2019年人口普查估计，阿肯色州72.0%为非西班牙裔白人，15.4%为黑人或非裔美国人，0.5%为美洲印第安人和阿拉斯加原住民，1.5%为亚裔美国人，0.4%为夏威夷原住民或其他太平洋岛民，0.1%为其他种族，2.4%为两个或更多种族，7.7%为西班牙裔或拉丁美洲人。 2011年，该州为80.1%的白人（74.2%非西班牙裔白人），15.6%的黑人或非裔美国人，0.9%美国印第安人和阿拉斯加原住民，1.3%亚裔，1.8%来自两个或两个以上种族。西班牙裔和拉丁裔美国人或任何种族的拉丁裔占人口的6.6%。 截至2011年，阿肯色州39.0%的年龄小于 1的人口是少数民族。
| 种族和民族              | 单一种族 | 单一种族 | 总数  | 总数 |
| ----------------------- | -------- | -------- | ----- | ---- |
| 白人 (非西班牙裔)       | 68.5%    | 68.5     | 73.2% | 73.2 |
| 非裔美国人 (非西班牙裔) | 14.9%    | 14.9     | 16.2% | 16.2 |
| 西班牙裔或拉丁裔        | —        |          | 8.5%  | 8.5  |
| 亚裔                    | 1.7%     | 1.7      | 2.2%  | 2.2  |
| 美国原住民              | 0.7%     | 0.7      | 3.4%  | 3.4  |
| 太平洋岛民              | 0.5%     | 0.5      | 0.6%  | 0.6  |
| 其它                    | 0.3%     | 0.3      | 1.1%  | 1.1  |

2003年人口普查，阿肯色州有2,725,714人。其中：
- 78.6%－白人
- 15.7%－非裔
- 3.2%－拉丁裔
- 0.8%－亚裔
- 0.7%－印地安原住民
- 1.3%－混血种族

阿肯色州的族裔調查（依據受訪者回報）中，自認美國人（15.9%）者最多，其次是非裔（15.7%）、愛爾蘭人（9.5%）、德國人（9.3%）和英國人（7.9%）。
宗教上，阿肯色州的新教徒（Protestant）占了壓倒性的比率。
下列是阿肯色州的人口信仰比例：
- 84%－基督新教
- 5%－羅馬天主教
- 1%－獨立教會
- 0%－其他宗教
- 6%－無信仰

阿肯色州新教徒中，各教派所占比例不同，其中以美南浸信會最高（Southern Baptist，42%），其次為衛理宗（Methodism，9%），接著是保守的基督會（Churches of Christ，6%－屬於歸正宗的分支）。
欧洲裔美国人在奥沙克西北部和该州中部地区有很强的影响力。非裔美国人主要居住在该州的南部和东部地区。具有爱尔兰、英国和德国血统的阿肯色人大多居住在靠近密苏里州边境的奥沙克西北部地区。奥沙克地区爱尔兰人的祖先主要是苏格兰爱尔兰人，来自北爱尔兰、苏格兰低地和英格兰北部的新教徒是美国革命前最大的英国和爱尔兰移民群体的一部分。英语和苏格兰爱尔兰语移民定居在整个南方偏远地区和山区。英国血统的美国人遍布全州。

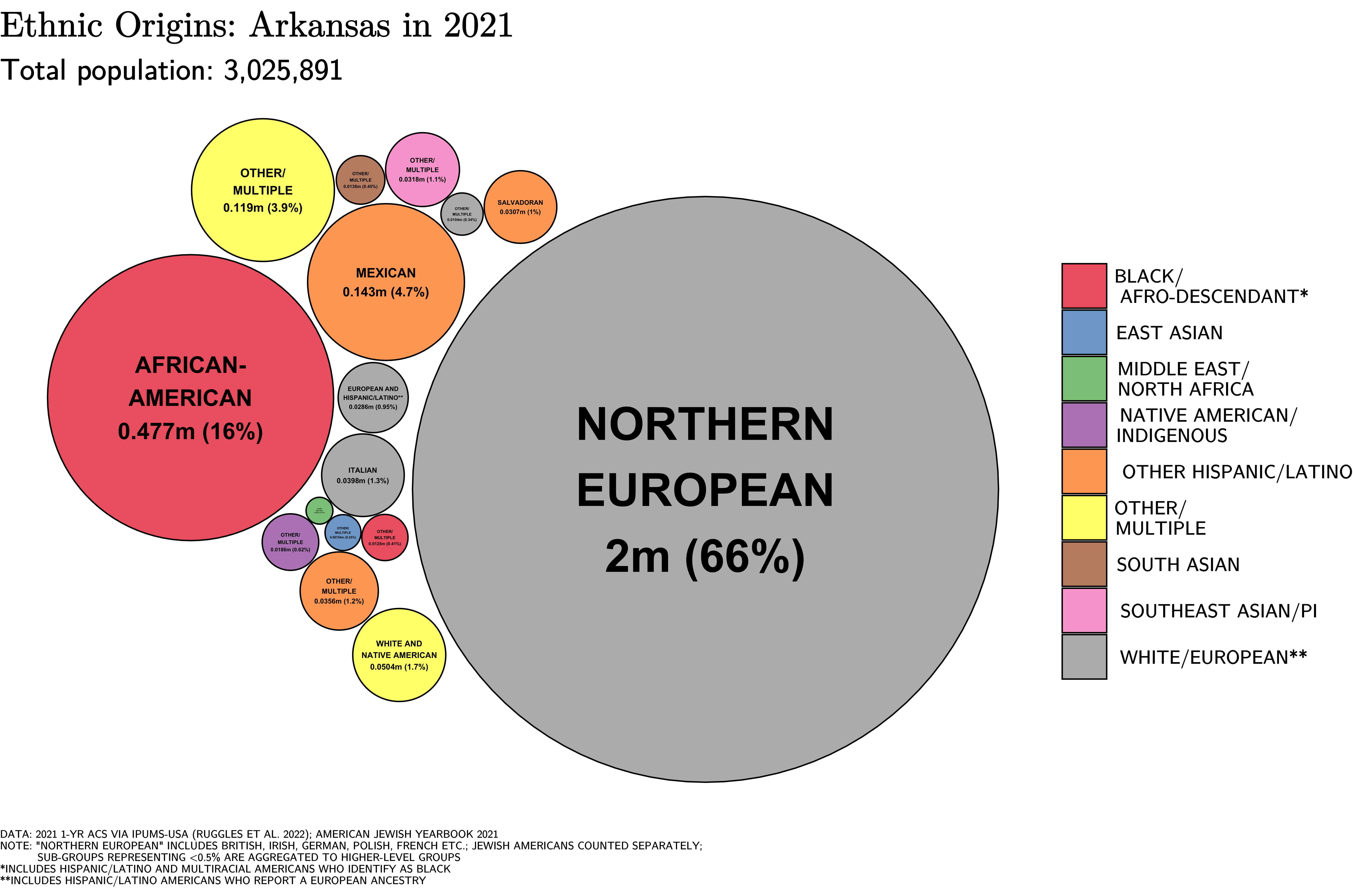
阿肯色州的种族起源

- | Non-Hispanic White 40–50% 50–60% 60–70% 70–80% 80–90% 90%+ | Black or African American 40–50% 50–60% 60–70% |

根据 2020 年美国人口普查，阿肯色州各县按种族多元化划分的地图

大多数被认为是“美国人”的人都有英国血统或苏格兰爱尔兰血统。他们的家人在该州居住了很长时间，很多情况下是在建州之前就已经存在，以至于他们选择简单地认为自己有美国血统，或者实际上不知道自己的血统。他们的血统主要可以追溯到最初的13个殖民地，因此，他们中的许多人今天只是声称自己是美国血统。许多自认为具有爱尔兰血统的人实际上是苏格兰爱尔兰血统。
| 种族                         | 1990  | 2000  | 2010  |
| ---------------------------- | ----- | ----- | ----- |
| 白人                         | 82.7% | 80.0% | 77.0% |
| 非裔美国人                   | 15.9% | 15.7% | 15.4% |
| 亚裔美国人                   | 0.5%  | 0.8%  | 1.2%  |
| 美洲原住民                   | 0.5%  | 0.7%  | 0.8%  |
| 夏威夷原住民和太平洋岛原住民 | –     | 0.1%  | 0.2%  |
| 其他种族                     | 0.3%  | 1.5%  | 3.4%  |
| 两个或多种族身份             | –     | 1.3%  | 2.0%  |

### 都会区
| 排名 | 都会区名稱                     | 人口（2019年估计） | 人口（2010年普查） |
| ---- | ------------------------------ | ------------------ | ------------------ |
| 1    | 小石城-北小石城 MSA            | 742,384            | 699,757            |
| 2    | 费耶特维尔-斯普林代-罗杰斯 MSA | 534,904            | 440,121            |
| 3    | 史密斯堡 MSA (州内部分)        | 191,084            | 187,692            |
| 4    | 琼斯伯勒 MSA                   | 133,860            | 121,026            |
| 5    | 温泉城 MSA                     | 99,386             | 96,024             |
| 6    | 派恩布拉夫 MSA                 | 87,804             | 100,258            |
| 7    | 拉塞尔维尔 μSA                 | 85,535             | 83,939             |
| 8    | 瑟西 μSA                       | 78,727             | 77,076             |
| 9    | 帕拉固德 μSA                   | 45,325             | 42,090             |
| 10   | 哈里森 μSA                     | 45,285             | 45,233             |

## 教育

### 學院和大學

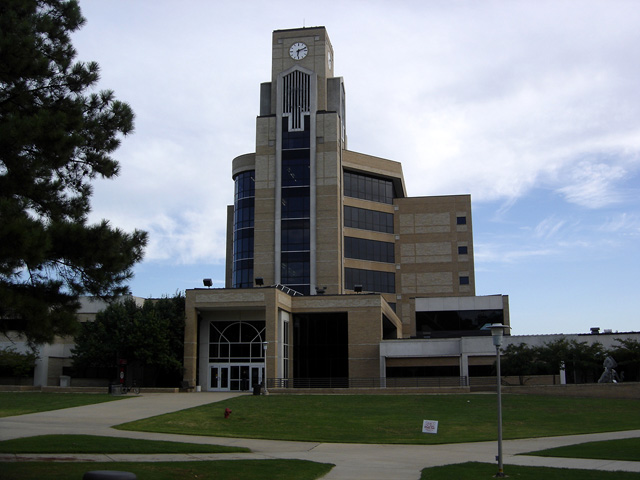
阿肯色州立大學

詳見阿肯色州學院和大學列表

## 交通

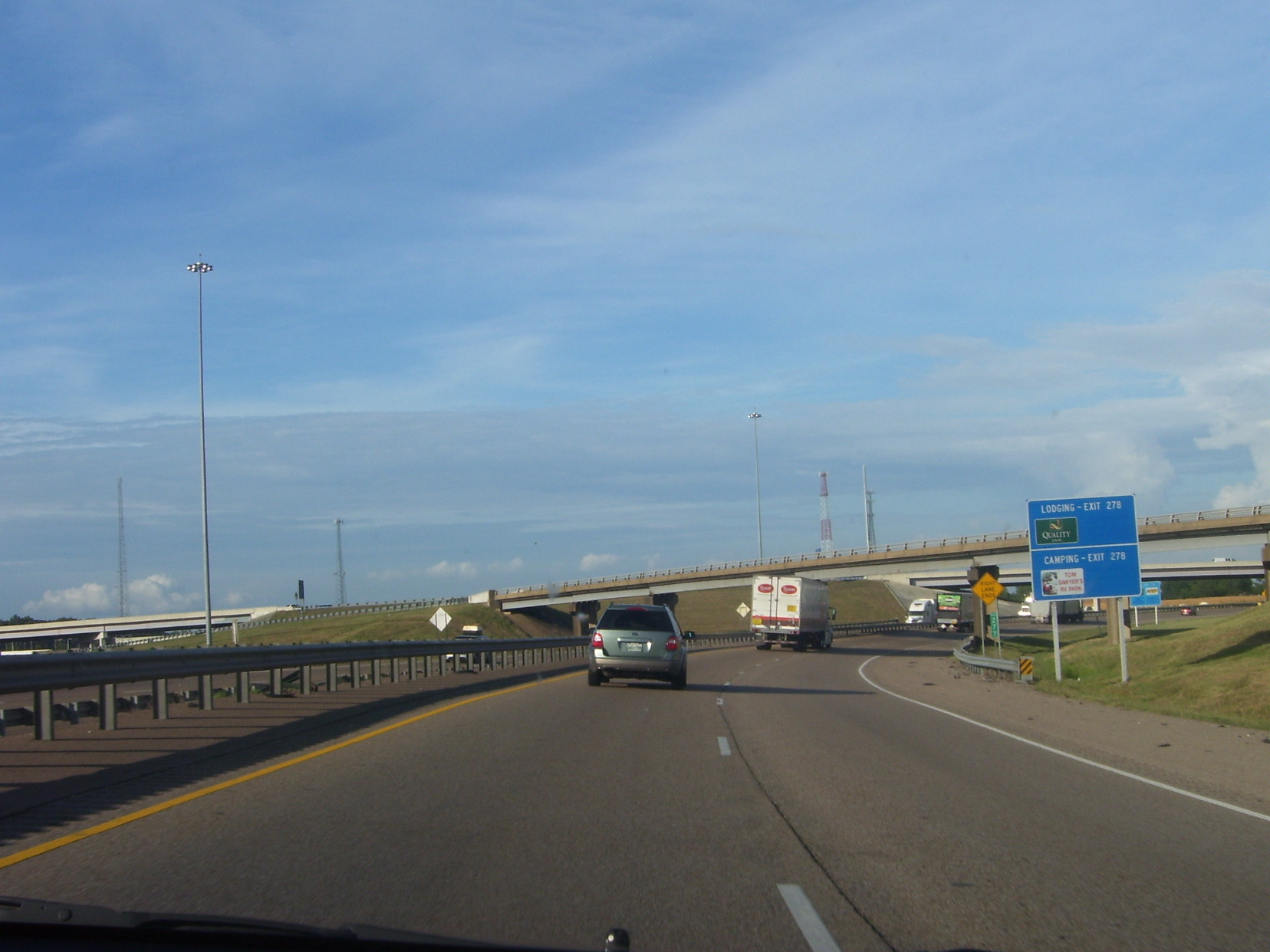
55號州際公路

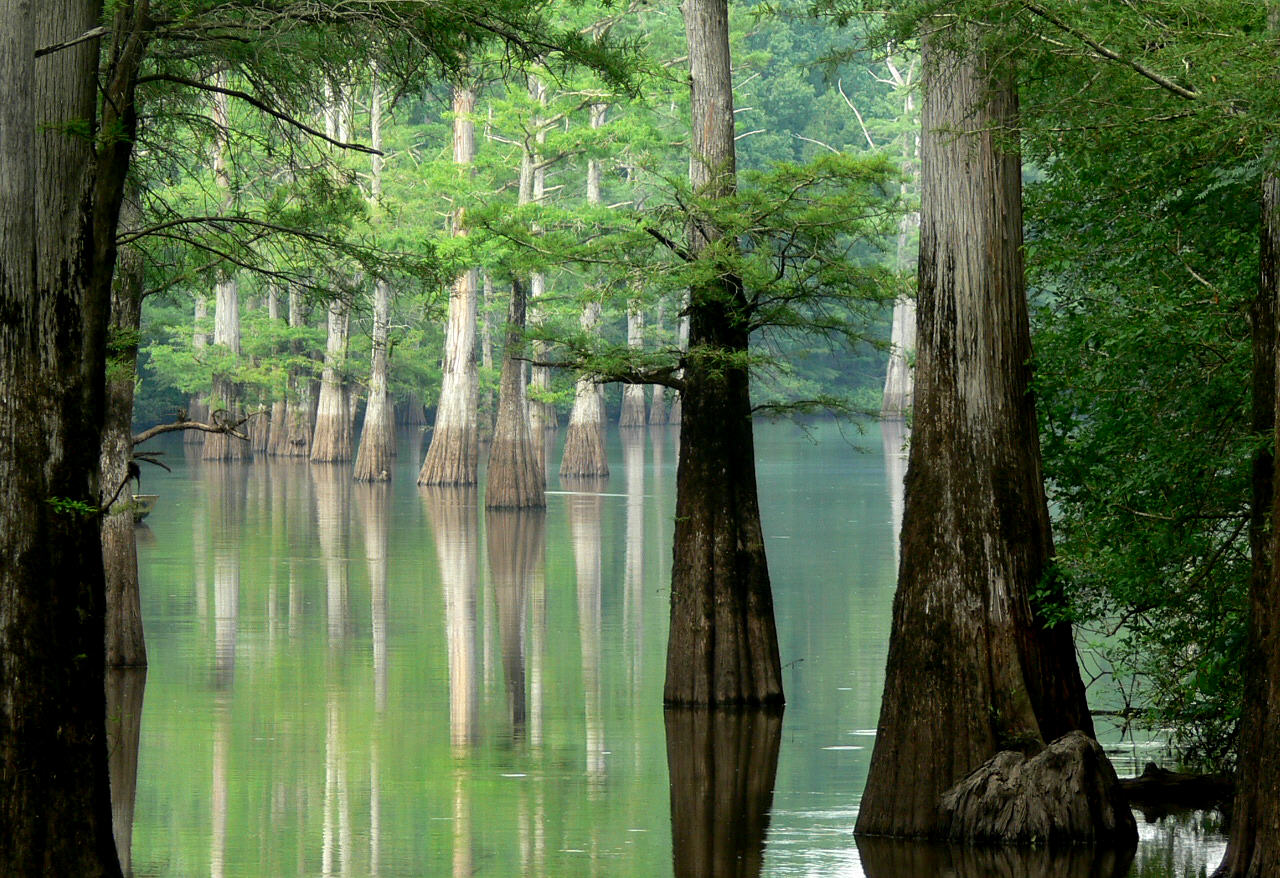
白河保護區

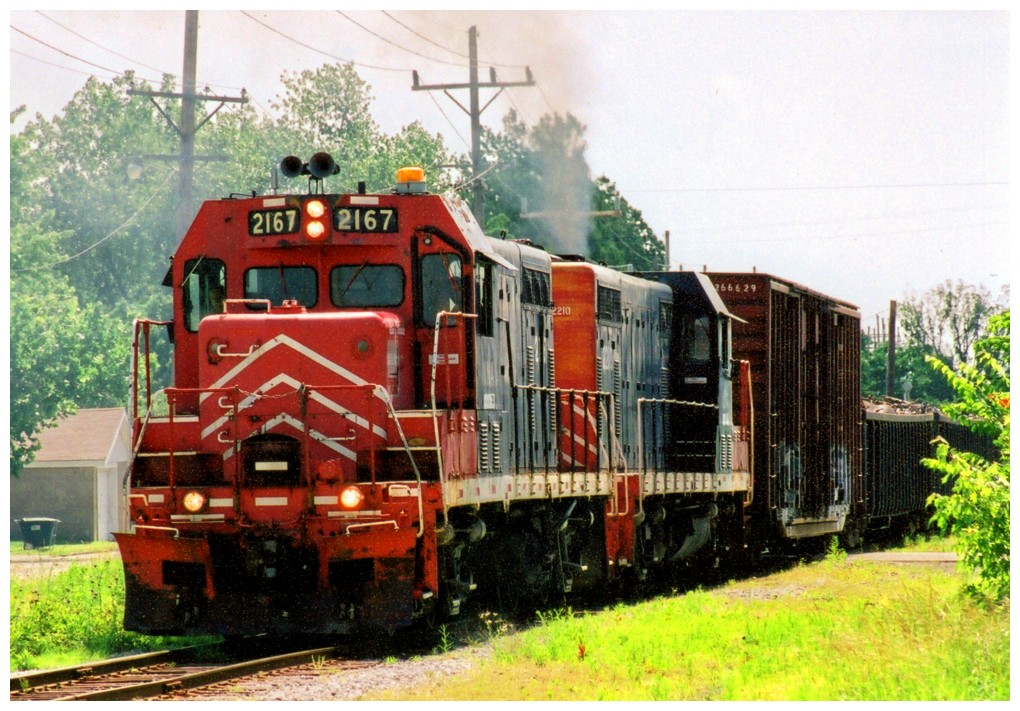
MN鐵路阿肯色段

### 重要機場
- 小岩城國家機場（LIT）
- 西北阿肯色國家機場（XNA）

### 重要高速公路
- 30號州際公路
- 40號州際公路
- 49號州際公路
- 55號州際公路

## 重要体育团体

### 篮球
- NCAA的University of Arkansas (Razorbacks)

### 美式足球
- NCAA的University of Arkansas (Razorbacks)

### 棒球
- 小聯盟的阿肯色旅行者（Arkansas Travelers，2A級德克薩斯聯盟，母隊：西雅圖水手）

## 其他

### 名人
- 比尔·克林顿（第42任美国总统、阿肯色州州長）
- 道格拉斯·麥克阿瑟（軍事家）
- 克里斯·艾伦（歌手）
- 强尼·卡什（歌手）
- 山姆·沃爾頓（沃尔玛創辦人)
- 史考提·皮朋 (籃球員)